# Hermanus
Hermanus este un oraș din Provincia Western Cape, Africa de Sud.